# Баба-Даг (плато, Крым)
Баба-Даг, Баба-Даги, Баба-Хая, Баба-Кая, - обширное плато-останец Внутренней гряды Крымских гор в Бахчисарайском районе Крыма. Высота 583 метра. Наиболее известно развалинами столицы княжества Феодоро - крепости Мангуп.

## Описание
Этимология от тюркского крымскотат. baba — отец, dağ — гора (также встречался вариант Баба-Кая). 
Расположено в 2,5 км к югу от села Залесное в Бахчисарайском районе по правой стороне стороне долины Ураус-Дереси. Покинутое после выселения в 1944 году крымских татар село Ходжа-Сала прямо под плато в 1990 году было возрождено репатриантами и сейчас представляет туристическую инфраструктуру. Наибольшая высота составляет 583 м. Возвышается над уровнем окрестных долин на 250 м. Площадь плато около 90 га. 
Сложено эоценовыми нуммулитовыми известняками. Полого возвышается в юго-востоку. Верхние слои вскрыты обрывами 20-30 м. 

Плато представляет собой отдельно стоящее возвышение, круто обрывающееся обрывами. С северной стороны гора имеет четыре протяжённых выступа, называемых мысами. Западный выступ Чамны́-буру́н (крымскотат. çamlı burun, диалектное произношение çamnı burun — мыс с соснами), второй с запада — Чуфу́т-Чеарга́н-Буру́н (крымскотат. çufut çağırğan burun — «мыс вызова евреев»), следующий — Элли́-буру́н (точный перевод не известен, существующие версии — «Ветреный мыс», «Греческий (эллинский) мыс») и самый восточный — Тешкли́-буру́н (крымскотат. teşikli burun — «мыс с дыркой», получил своё название из-за сквозного грота, образовавшегося в результате обрушения искусственной пещеры Барабан-коба). Между мысами пролегают овраги, с запада на восток — Табана́-дере́ («Кожевенный овраг»), Гама́м-дере́ («Банный овраг») и Капу́-дере́ («Воротный овраг»). На территории плато на склонах имеются два родника.

На плато было расположено средневековое поселение, историческое название — Дорос. Столица княжества Феодоро (Крымская Готия), затем османская крепость. В 1964 году был создан памятник природы местного значения. В 1975 году на территории плато и крепости был создан комплексный памятник природы общегосударственного значения Мангуп.

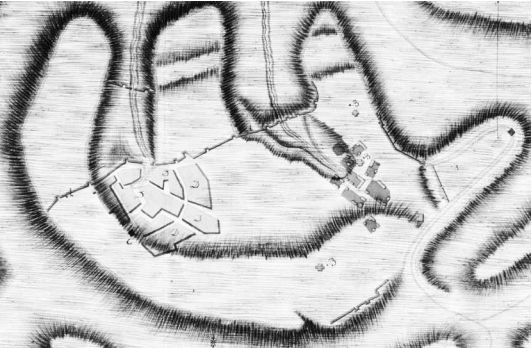
План 1790 года. План городу Мангупу, в котором от большей части жиды [караимы] жительствуют[5].
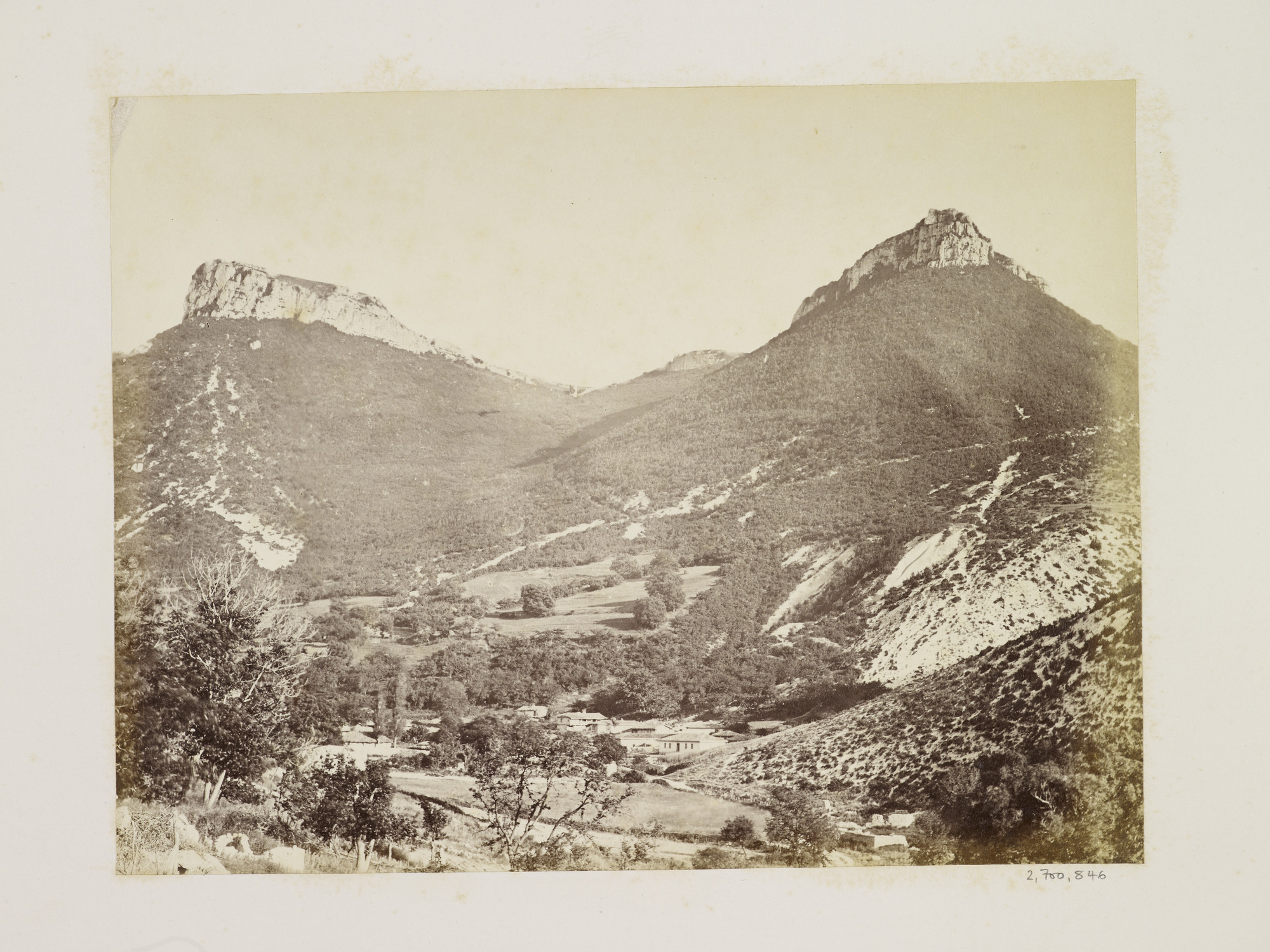
Мысы Баба-Дага из села Ходжа-Сала. Из альбома «Виды Крыма в 1869 во время путешествия принца Уэльского»
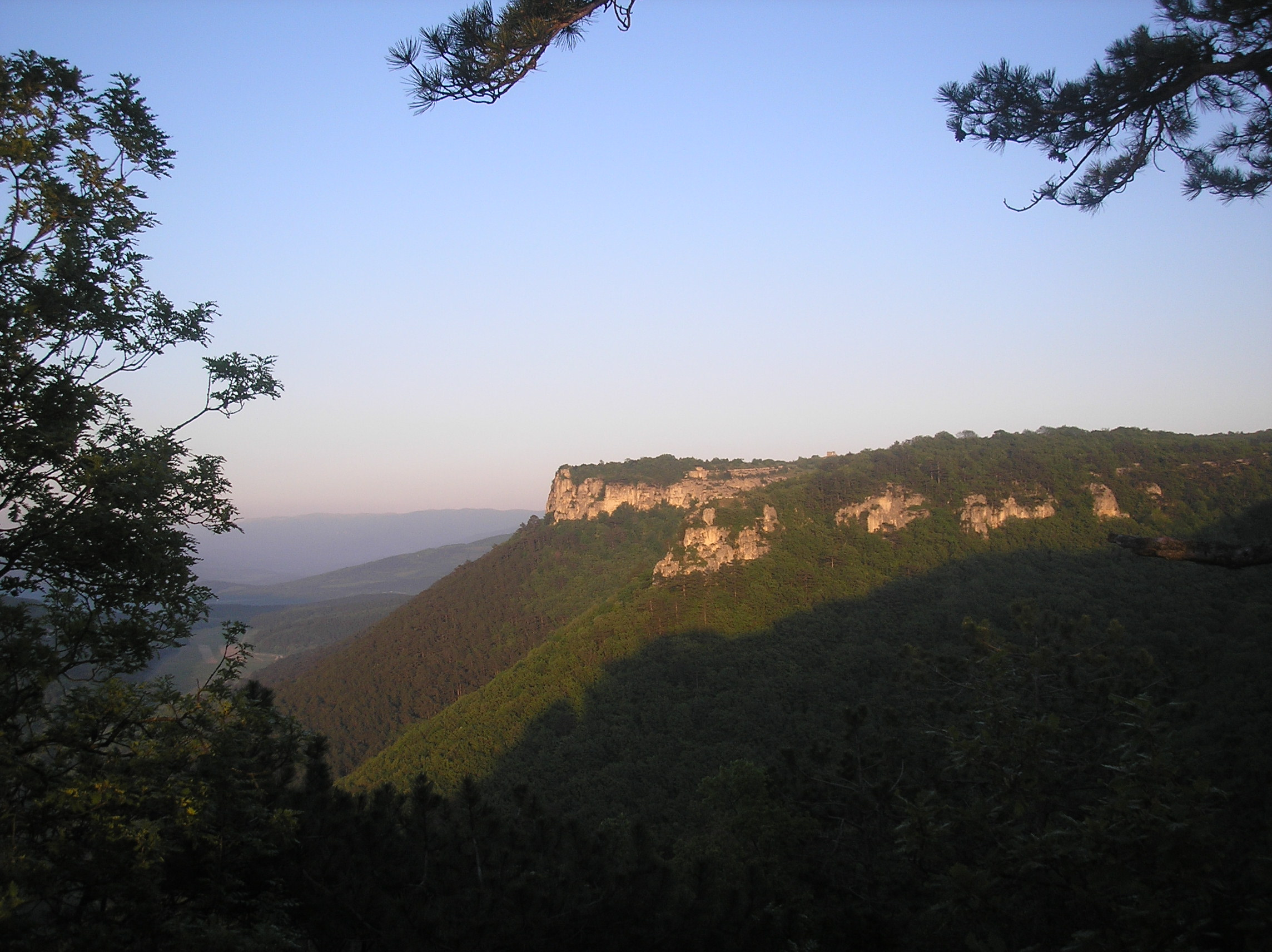
Вид с запада
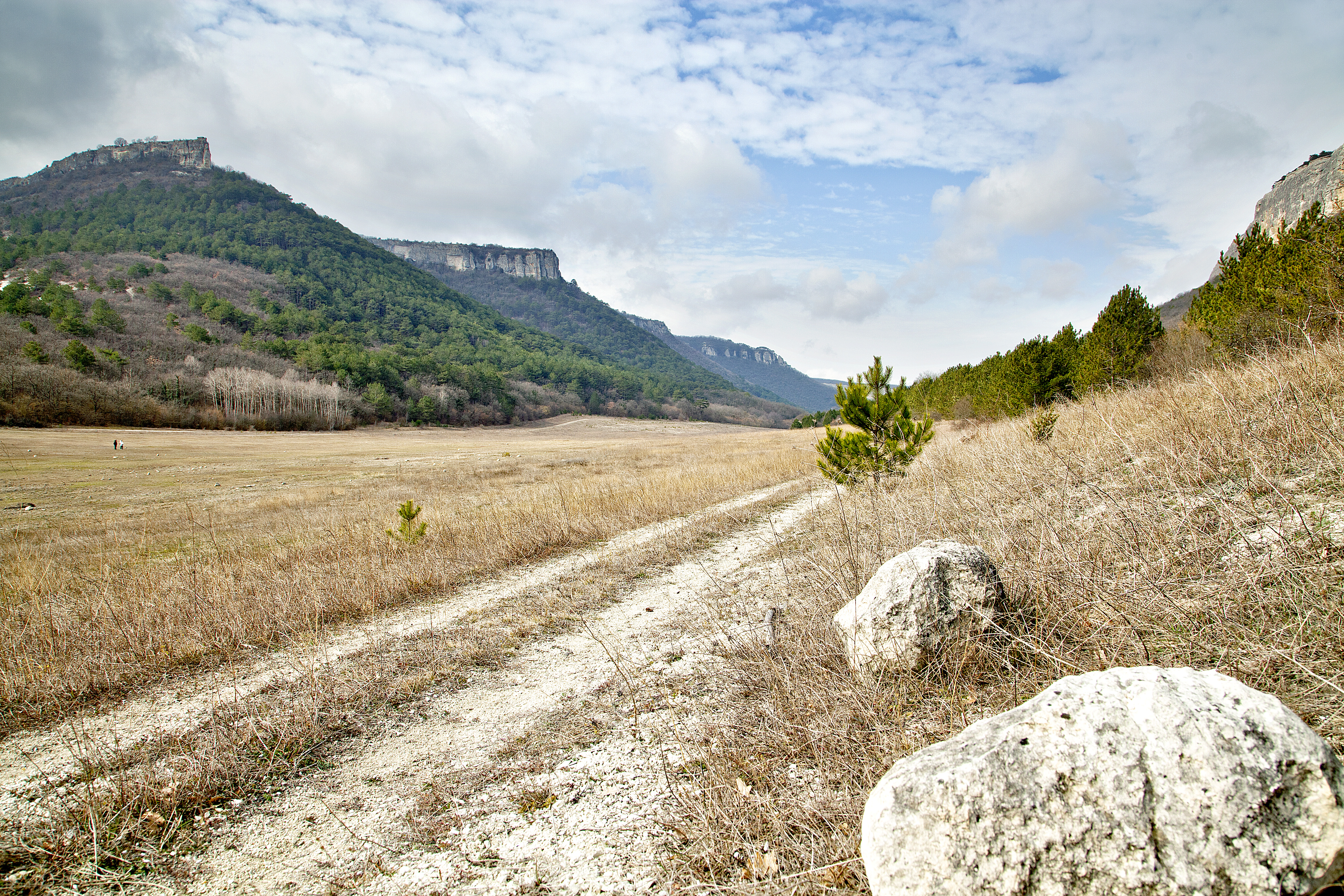
Вид с северо-востока
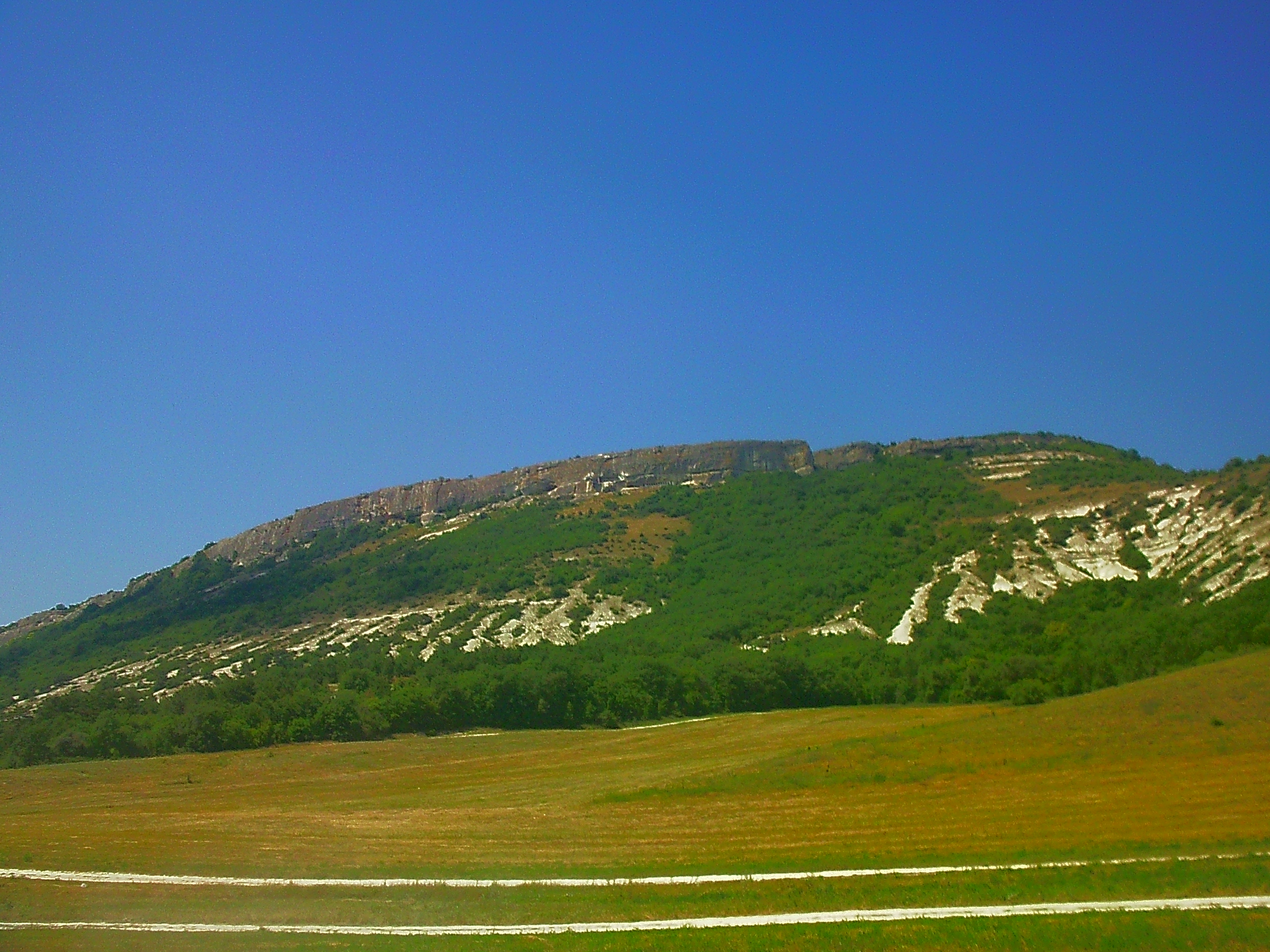
Вид с юга